# 相馬車站
37°48′10.03″N 140°55′31.76″E / 37.8027861°N 140.9254889°E
相馬車站（日语：／ Sōma eki */?），是東日本旅客鐵道（JR東日本）常磐線的鐵路車站，位於福島縣相馬市。

## 結構
相馬車站為地面車站，有兩座側式月台、兩股軌道及一股已停用沒有月台的軌道，月台上設有候車室，站房與月台間設有跨線橋。車站為JR東日本的業務委託站，設有綠色窗口、自動售票機及Suica的驗票機。
此站外觀為傳統和式風格，於2002年入選東北車站百選。

### 月台配置
| 月台 | 路線    | 方向 | 目的地           |
| ---- | ------- | ---- | ---------------- |
| 1    | ■常磐線 | 下行 | 岩沼、仙台方向   |
| 2    | ■常磐線 | 上行 | 原之町、浪江方向 |

## 東日本大地震影響
受到2011年3月11日所發生的東日本大地震及福島第一核電廠事故影響，原之町車站以南到龍田車站之間的46公里路段共8座車站，位於福島第一核電廠方圓20公里警戒區之內，而長期停止列車通行。此站往北至濱吉田車站之間路線及四座車站遭海嘯沖毀，暫由接駁公車代駛。JR東日本已開始進行重建工程，新線改往內陸鋪設，預定2017年竣工通車。原之町車站至此站間於2011年12月21日起恢復行駛普通車，所使用的車輛701系F2-18編成、F2-20編成、F2-25編成是從郡山綜合車輛中心以公路運輸方式運送到原之町站。

## 統計
下表提供2000年起的統計，乘車人數逐年遞減。2011年3月11日至12月20日暫時停止營業。
| 乘車人數表 | 乘車人數表       | 乘車人數表 |
| 年度       | 一日平均乘車人數 |            |
| ---------- | ---------------- | ---------- |
| 2000       | 2,002            |            |
| 2001       | 1,936            |            |
| 2002       | 1,863            |            |
| 2003       | 1,833            |            |
| 2004       | 1,766            |            |
| 2005       | 1,722            |            |
| 2006       | 1,748            |            |
| 2007       | 1,758            |            |
| 2008       | 1,703            |            |
| 2009       | 1,593            |            |
| 2010       | 1,502            |            |
| 2011       |                  |            |
| 2012       | 901              |            |
| 2013       | 836              |            |
| 2014       | 764              |            |
| 2015       | 763              |            |
| 2016       | 850              |            |
| 2017       | 1,115            |            |

## 相鄰車站
東日本旅客鐵道
■常磐線
日立木－相馬－駒嶺

## 外部連結
- JR東日本 相馬駅 （页面存档备份，存于）（日語）